# Gwiazdy futbolu
Gwiazdy futbolu (ros. Футбольные звёзды) – radziecki film animowany z 1974 roku w reżyserii Borisa Diożkina. Scenariusz napisali Boris Diożkin i Aleksandr Kumma.
Film o tematyce sportowej ukazujący mecz piłki nożnej rozgrywający się pomiędzy dwiema popularnymi drużynami Astrów i Tulipanów.

## Obsada (głosy)
- Władimir Pierieturin jako komentator sportowy

## Animatorzy
Boris Diożkin, Siergiej Diożkin, Władimir Krumin